# Husynne (Hrubieszów)
Pour les articles homonymes, voir Husynne.
Husynne (prononciation : [xuˈsɨnːɛ]) est un village polonais de la gmina de Hrubieszów dans le powiat de Hrubieszów de la voïvodie de Lublin dans l'est de la Pologne, à la frontière avec l'Ukraine.
Il se situe à environ 8 kilomètres à l'est de Hrubieszów (siège de la gmina et du powiat) et 109 kilomètres au sud-est de Lublin (capitale de la voïvodie).
Le village comptait approximativement une population de 527 habitants en 2004.

## Histoire
De 1975 à 1998, le village est attaché administrativement à la voïvodie de Zamość.

Depuis 1999, il fait partie de la voïvodie de Lublin.